# Vyasa
Vyasa (sanskr. "ordnare, samlare, rapsod etc") är i indisk mytologi en mytisk indisk vis, som gäller för att vara samlare och ordnare av vediska litteraturverk och framför allt av att vara den enstörige upphovsmannen till eposet Mahabharata, men även Purana, och fader till Pandu och Dhritarashtra. Vyasa går även under namnet Badarayana. Ska enligt legenden vara halvbror till Bhisma.
Nedslagskratern Vyasa på planeten Merkurius är uppkallad efter honom.